# گاهی فکری بزرگ
گاهی فکری بزرگ (به انگلیسی: Sometimes a Great Notion) فیلمی در ژانر درام بر پایهٔ رمانی به همین نام (۱۹۶۴) به کارگردانی پل نیومن است که در سال ۱۹۷۰ منتشر شد. این فیلم در ایران با نام تبانی دوبله شده و معروف است.

## خلاصه فیلم
در روستایی دورافتاده خانواده‌هایی که از راه چوب‌بری امرار معاش می‌کنند، با مشکلات و قوانین دشواری که در حرفه‌شان به وجود می‌آید، تصمیم به اعتصاب می‌گیرند و دست از کار می‌کشند. در این میان، خانواده‌ای که به‌تازگی فرزند دورافتاده‌شان به آن‌ها می‌پیوندد، عزمشان را جزم می‌کنند تا به‌سختی کار کنند و به قراردادشان متعهد باشند! آن‌ها به‌شدت از سوی همسایگان مورد لعن و نفرین قرار می‌گیرند و سرانجام، اعضای خانواده جانشان را از دست می‌دهند.

## بازیگران
- پل نیومن
- هنری فوندا
- لی رمیک
- ریچارد جاکل
- هل نیدهام
- روی جنسن